# 女が見ていた (テレビドラマ)
『女が見ていた』（おんながみていた）は、1983年1月18日に日本テレビ系「火曜サスペンス劇場」で放送された単発2時間ドラマ。主演は泉ピン子。制作は東映が手がけている。フィルム作品。

## あらすじ
大手企業のOLをしている見栄っ張りの主人公・真山京子は、年末仕事納めのこの日、年末年始をニューカレドニアで過ごすとオフィス内で自慢げに話していた。しかしこの自慢話は嘘で、本当は自宅に引き篭もるつもりだった。全ての準備を済ませ、引き篭もりを開始した京子の計画は順調に進むかに思えた。ところがテレビが壊れてしまい、暇を持て余してしまった京子は、先日誤って届いた望遠鏡で向かいのマンションを観察することにした。そこで京子は家庭内暴力の現場を目撃、息子と母親が共謀し、父親を殺害する現場を目撃してしまう。

## 出演者
- 泉ピン子（真山京子）
- 河原崎長一郎（係長）
- 藤巻潤（刑事）
- 高田敏江（母親）
- 長谷川裕二（息子）
- 正司花江（マンション管理人）
- 上間菜都（係長の娘）
- 人見きよし
- 平凡太郎
- 木村元
- 里見和香
- 長沢大
- 西田昭市
- 木村修
- 武田孝

ほか

## スタッフ
- 原案・脚本：池田一朗
- 音楽：三枝成章（現・三枝成彰）
- 監督：鷹森立一
- 制作：日本テレビ・東映